# IC 5243
IC 5243 је спирална галаксија у сазвјежђу Пегаз која се налази на листи објеката дубоког неба у Индекс каталогу.
Деклинација објекта је + 23° 22' 32" а ректасцензија 22h 41m 24,5s. Привидна величина (магнитуда) објекта IC 5243 износи 13,8 а фотографска магнитуда 14,6. IC 5243 је још познат и под ознакама UGC 12153, MCG 4-53-11, CGCG 474-21, KCPG 571B, KUG 2239+231, ARAK 562, 2ZW 185, double system, PGC 69495.